# Eva Birthistle
Eva Birthistle (Bray, 16 aprile 1974) è un'attrice irlandese.

## Biografia
Nata nella contea di Wicklow, si è trasferita con la famiglia a Derry all'età di quattordici anni e ha poi studiato recitazione alla Gaiety School of Acting di Dublino.
Ha esordito sul piccolo schermo nel 1996 con la serie televisiva Glenroe, in cui ha continuato a recitare fino al 1998 nel ruolo di Regina. Nel 1997 ha ottenuto il suo primo ruolo da protagonista in un film, All Souls' Day, mentre la consacrazione è avvenuta nel 2003 con Un bacio appassionato, che le è valso una candidatura al British Independent Film Award alla miglior attrice e la vittoria del Shooting Stars Award e del London Film Critics Circle Award.
A partire dagli anni 2010 ha interpretato ruoli ricorrenti, principali e da protagonista in diverse serie televisive, tra cui quello di Sarah Cavendish in Waking the Dead, di Hild in The Last Kingdom, di Laura in The Bisexual e di Ursula in Bad Sisters. Parallelamente all'attività televisiva, ha recitato in ruoli da co-protagonista in alcuni film, tra cui Nightwatching e The Delinquent Season.
È sposata e ha due figli.

## Filmografia parziale

### Cinema
- All Souls' Day, regia di Alan Gilsenan (1997)
- Saltwater, regia di Conor McPherson (2000)
- Borstal Boy, regia di Peter Sheridan (2000)
- Un bacio appassionato (Ae Fond Kiss...), regia di Ken Loach (2004)
- Breakfast on Pluto, regia di Neil Jordan (2005)
- Imagine Me & You, regia di Ol Parker (2005)
- Nightwatching, regia di Peter Greenaway (2007)
- Daisy vuole solo giocare (The Daisy Chain), regia di Aisling Walsh (2008)
- Brooklyn, regia di John Crowley (2015)
- The Delinquent Season, regia di Mark O'Rowe (2018)

### Televisione
- Miracolo a mezzanotte (Miracle at Midnight), regia di Ken Cameron - film TV (1998)
- Holby City - serie TV, episodio 4x24 (2002)
- Testimoni silenziosi (Silent Witness) - serie TV, episodi 7x2 e 7x4 (2003)
- Poirot (Agatha Christie's Poirot) - serie TV, episodio 10x4 (2006)
- The State Within - Giochi di potere (The State Within) - serie TV, 6 episodi (2006)
- Ashes to Ashes - serie TV, episodio 2x8 (2009)
- Waking the Dead - serie TV, 10 episodi (2011)
- Strike Back: Project Dawn - Senza regole (Strike Back: Project Dawn) - serie TV, 6 episodi (2011)
- Vera - serie TV, episodio 4x1 (2014)
- The Last Kingdom - serie TV, 17 episodi (2015-2022)
- The Bisexual - serie TV, 5 episodi (2018)
- Fate: The Winx Saga - serie TV, episodi 1x1, 1x2 e 1x6 (2021)
- Dietro i suoi occhi (Behind Her Eyes) - serie TV, episodio 1x6 (2021)
- Bad Sisters - serie TV, 18 episodi (2022-2024)

## Doppiatrici italiane
Nella versioni italiane delle sue opere, Eva Birthistle è stata doppiata da:
- Daniela Calò in Fate: The Winx Saga, Bad Sisters
- Franca D'Amato in Breakfast on Pluto
- Barbara De Bortoli in Un bacio appassionato
- Mavi Felli in Miracolo a mezzanotte
- Francesca Fiorentini in Brooklyn
- Laura Lenghi in Strike Back
- Marzia Turcato in The Last Kingdom
- Maddalena Vadacca in Daisy vuole solo giocare